# Odważni
Odważni (ang. Courageous) – amerykański film z 2011 roku. Reżyserem (zarówno i scenarzystą) jest Alex Kendrick, a jego brat – Stephen Kendrick – jest scenarzystą.

## Fabuła
Film opowiada historię czterech zaprzyjaźnionych ze sobą mężczyzn. Będąc policjantami, na pierwszym miejscu stawiają motto „chronić i służyć”. Kiedy tragedia uderza w rodziny stróżów prawa, trudzą się oni wiarą i nadzieją. Ojcowie muszą zmierzyć się z wyzwaniem większym, niż te, na które napotykają podczas swojej codziennej pracy jako policjant.

## Obsada
- Alex Kendrick – Adam Mitchell
- Ken Bevel – Nathan Hayes
- Kevin Downes – Shane Fuller
- Ben Davies – David Thomson
- Rusty Martin – Dylan Mitchell
- T.C. Stallings – T.J.
- Rusty Martin Sr. – Frank Tyson
- Robert Amaya – Javier Martinez
- Angelita Nelson – Carmen Martinez